# Liste der Biografien/Boub
Liste der Biografien |
Portal Biografien |
Personensuche
# |
A |
B |
C |
D |
E |
F |
G |
H |
I |
J |
K |
L |
M |
N |
O |
P |
Q |
R |
S |
T |
U |
V |
W |
X |
Y |
Z |
?
 
Ba |
Be |
Bd |
Bg |
Bh |
Bi |
Bj |
Bl |
Bm |
Bn |
Bo |
Br |
Bs |
Bu |
Bw |
By |
Bz
 
Boa–Boc |
Bod |
Boe |
Bof |
Bog |
Boh |
Boi–Bok |
Bol |
Bom |
Bon |
Boo |
Bop |
Boq |
Bor |
Bos |
Bot |
Bou |
Bov–Boz
 
Boua |
Boub |
Bouc |
Boud |
Boue |
Bouf |
Boug |
Bouh |
Boui |
Bouj |
Bouk |
Boul |
Boum |
Boun |
Boup |
Bouq |
Bour |
Bous |
Bout |
Bouu |
Bouv |
Bouw |
Boux |
Bouy |
Bouz
Die Liste der Biografien führt alle Personen auf, die in der deutschsprachigen Wikipedia einen Artikel haben. Dieses ist eine Teilliste mit 17 Einträgen von Personen, deren Namen mit den Buchstaben „Boub“ beginnt.

## Boub

### Bouba
- Bouba, Abbo (* 1991), kamerunischer Fußballspieler
- Boubacar, Issoufou (* 1990), nigrischer Fußballspieler
- Boubakeur, Dalil (* 1940), französischer islamischer Gelehrter
- Boubakri, Inès (* 1988), tunesische Florettfechterin
- Boubat, Édouard (1923–1999), französischer Fotograf und Fotojournalist

### Boube
- Boubé, Didier (* 1957), französischer Moderner Fünfkämpfer
- Boubekeur, Abderrahmane (1932–1999), französisch-algerischer Fußballspieler und -trainer
- Boubet, Robert (* 1947), französischer Autorennfahrer

### Boubi
- Boubia, Ahmed (1920–1978), marokkanischer Historiker und Widerstandskämpfer
- Boubia, Fawzi (* 1948), marokkanischer Geisteswissenschaftler und Autor

### Boubk
- Boubker, Abdelkrim (* 1981), marokkanischer Marathonläufer

### Boubl
- Boublard, Paco (* 1981), französischer Schauspieler und Fotograf
- Boublík, Vladimír (1928–1974), tschechoslowakischer katholischer Theologe
- Boublil, Alain (* 1941), französischer Musical-Autor

### Boubo
- Boubong, Antonie (1842–1908), deutsche Porträt-, Genre- und Landschaftsmalerin
- Bouboulina, Laskarina (1771–1825), griechische UnabhängigkeitskämpferinLaskarina Bouboulina (1771–1825)

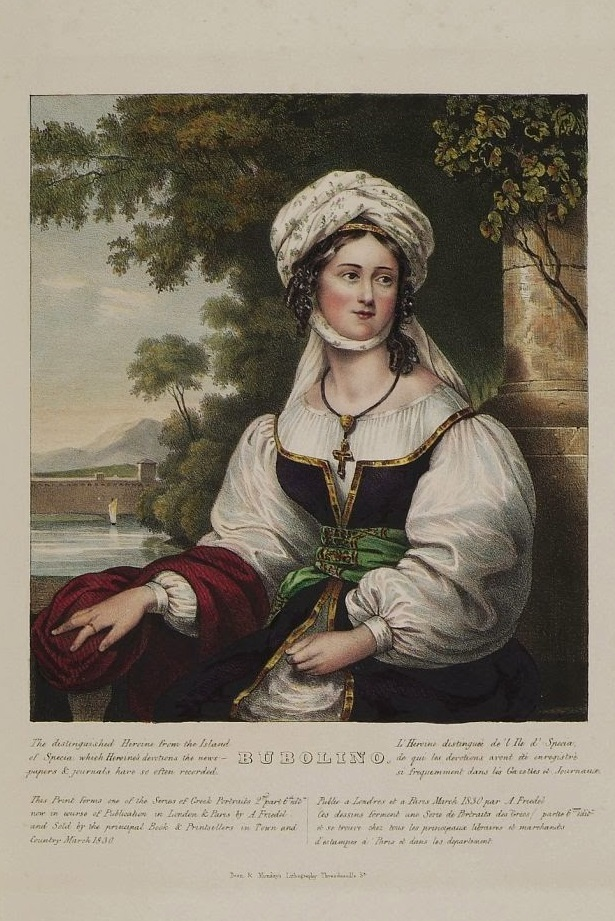
Laskarina Bouboulina (1771–1825)

### Boubr
- Boubryemm, Vanessa (* 1982), französische Ringerin